# Santino (ximpanzé)
Santino és un ximpanzé mascle allotjat al zoològic de Furuvik a Suècia. El març de 2009 es va informar que Santino havia planejat centenars d'atacs en els que es llançaven pedres als visitants del zoològic.

## Biografia
Els cuidadors del zoològic s'adonaren, després d'observar Santino darrere d'un vidre cec, que el ximpanzé havia estat ocupat emmagatzemant municions en previsió dels visitants, arrossegant pedres d'un fossat de protecció i fins i tot colpejant trossos de formigó per esmicolar-lo. Va fer munts de pedres només a la part de la seva illa enfront de les multituds i el seu comportament mostra que la planificació cap al futur no és un tret exclusivament humà.
Per controlar la seva conducta, i mantenir els seus nivells d'hormones més baixos, els cuidadors del zoològic van castrar Santino. Des de llavors, es va veure que s'havia tornat més juganer, i que li havia sortit una "panxa de la felicitat".
No obstant això, el maig de 2011, va tornar a atacar als visitants tirant-los pedres, però aquest cop ha començat a amagar pedres en diferents punts del seu hàbitat en el zoo, per llençar-les després sense cap avís, i fins i tot recorrent a la dissimulació per agafar als visitants desprevinguts.

## Cobertura mediàtica
El 19 de març de 2009, Santino i els seus atacs van ser esmentats com a part de "quan els animals ataquen la nostra moral", al The Colbert Report, que va posar de manifest la poca comprensió que existeix entre l'home i seu cosí ancestral. També es va discutir com aquests incidents no es limiten als "animals" solament, sinó als éssers humans en general.